# GP3-seizoen 2011
Het GP3-seizoen 2011 is het tweede GP3 seizoen. Het support de GP2-klasse in alle races, met uitzondering van Monaco. Het seizoen bestaat uit 16 races, verdeeld over 8 circuits. Regerend kampioen Esteban Gutiérrez is overgestapt naar de GP2 en zal zijn titel niet verdedigen.
In de eerste race van het laatste raceweekend in Monza behaalde de Fin Valtteri Bottas de titel met een overwinning, nadat zijn enige overgebleven concurrent en teamgenoot James Calado uit Engeland als tweede eindigde. Het verschil was na deze race 7 punten, maar omdat Bottas meer overwinningen had dan Calado en in de tweede race slechts 7 punten te verdienen waren, was Bottas al zeker van het kampioenschap.

## Teams en coureurs
| Team                  | Nr. | Coureur                | Ronde |
| --------------------- | --- | ---------------------- | ----- |
| Lotus ART             | 1   | Pedro Nunes            | 1-6   |
| Lotus ART             | 1   | Richie Stanaway        | 7-8   |
| Lotus ART             | 2   | Valtteri Bottas        | Alle  |
| Lotus ART             | 3   | James Calado           | Alle  |
| Status Grand Prix     | 4   | Alexander Sims         | Alle  |
| Status Grand Prix     | 5   | António Félix da Costa | Alle  |
| Status Grand Prix     | 6   | Ivan Lukashevich       | Alle  |
| Jenzer Motorsport     | 7   | Nico Müller            | Alle  |
| Jenzer Motorsport     | 8   | Maxim Zimin            | Alle  |
| Jenzer Motorsport     | 9   | Vittorio Ghirelli      | 1-6   |
| Jenzer Motorsport     | 9   | Alex Fontana           | 7     |
| Jenzer Motorsport     | 9   | Christophe Hurni       | 8     |
| Marussia Manor Racing | 10  | Adrian Quaife-Hobbs    | Alle  |
| Marussia Manor Racing | 11  | Rio Haryanto           | Alle  |
| Marussia Manor Racing | 12  | Matias Laine           | Alle  |
| Carlin                | 14  | Conor Daly             | Alle  |
| Carlin                | 15  | Tom Dillmann           | 1     |
| Carlin                | 15  | Daniel Morad           | 2-4   |
| Carlin                | 15  | Callum MacLeod         | 5-8   |
| Carlin                | 16  | Leonardo Cordeiro      | Alle  |
| Tech 1 Racing         | 17  | Aaro Vainio            | Alle  |
| Tech 1 Racing         | 18  | Andrea Caldarelli      | 1-2   |
| Tech 1 Racing         | 18  | Thomas Hylkema         | 3-8   |
| Tech 1 Racing         | 19  | Tamás Pál Kiss         | Alle  |
| ATECH CRS GP          | 20  | Marlon Stöckinger      | Alle  |
| ATECH CRS GP          | 21  | Nick Yelloly           | Alle  |
| ATECH CRS GP          | 22  | Zoël Amberg            | Alle  |
| Addax Team            | 23  | Dominic Storey         | 1-2   |
| Addax Team            | 23  | Tom Dillmann           | 3-8   |
| Addax Team            | 24  | Gabriel Chaves         | Alle  |
| Addax Team            | 25  | Dean Smith             | 1-7   |
| Addax Team            | 25  | Vittorio Ghirelli      | 8     |
| MW Arden              | 26  | Mitch Evans            | Alle  |
| MW Arden              | 27  | Simon Trummer          | Alle  |
| MW Arden              | 28  | Lewis Williamson       | Alle  |
| RSC Mücke Motorsport  | 29  | Luciano Bacheta        | 1-6   |
| RSC Mücke Motorsport  | 29  | Daniel Mancinelli      | 7-8   |
| RSC Mücke Motorsport  | 30  | Michael Christensen    | Alle  |
| RSC Mücke Motorsport  | 31  | Nigel Melker           | Alle  |

## Races
| Ronde | Ronde | Circuit                   | Datum        | Pole Position       | Snelste ronde       | Winnend coureur        | Winnend team          |
| ----- | ----- | ------------------------- | ------------ | ------------------- | ------------------- | ---------------------- | --------------------- |
| 1     | R1    | Istanbul Park             | 7 mei        | Tom Dillmann        | Andrea Caldarelli   | Nigel Melker           | RSC Mücke Motorsport  |
| 1     | R2    | Istanbul Park             | 8 mei        |                     | Alexander Sims      | Alexander Sims         | Status Grand Prix     |
| 2     | R1    | Circuit de Catalunya      | 21 mei       | Mitch Evans         | Valtteri Bottas     | Mitch Evans            | MW Arden              |
| 2     | R2    | Circuit de Catalunya      | 22 mei       |                     | Andrea Caldarelli   | Tamás Pál Kiss         | Tech 1 Racing         |
| 3     | R1    | Valencia Street Circuit   | 25 juni      | Lewis Williamson    | Adrian Quaife-Hobbs | Adrian Quaife-Hobbs    | Marussia Manor Racing |
| 3     | R2    | Valencia Street Circuit   | 26 juni      |                     | James Calado        | James Calado           | Lotus ART             |
| 4     | R1    | Silverstone               | 9 juli       | Adrian Quaife-Hobbs | Alexander Sims      | Nico Müller            | Jenzer Motorsport     |
| 4     | R2    | Silverstone               | 10 juli      |                     | Dean Smith          | Lewis Williamson       | MW Arden              |
| 5     | R1    | Nürburgring               | 23 juli      | Mitch Evans         | Lewis Williamson    | Rio Haryanto           | Marussia Manor Racing |
| 5     | R2    | Nürburgring               | 24 juli      |                     | Nigel Melker        | Valtteri Bottas        | Lotus ART             |
| 6     | R1    | Hungaroring               | 30 juli      | Valtteri Bottas     | Michael Christensen | Valtteri Bottas        | Lotus ART             |
| 6     | R2    | Hungaroring               | 31 juli      |                     | Nigel Melker        | Rio Haryanto           | Marussia Manor Racing |
| 7     | R1    | Spa-Francorchamps         | 27 augustus  | James Calado        | Valtteri Bottas     | Valtteri Bottas        | Lotus ART             |
| 7     | R2    | Spa-Francorchamps         | 28 augustus  |                     | James Calado        | Richie Stanaway        | Lotus ART             |
| 8     | R1    | Autodromo Nazionale Monza | 10 september | Adrian Quaife-Hobbs | Rio Haryanto        | Valtteri Bottas        | Lotus ART             |
| 8     | R2    | Autodromo Nazionale Monza | 11 september |                     | Callum MacLeod      | António Félix da Costa | Status Grand Prix     |

GP2: 2005 · 2006 · 2007 · 2008 · 2009 · 2010 · 2011 · 2012 · 2013 · 2014 · 2015 · 2016 (Lijst van coureurs)

GP3: 2010 · 2011 · 2012 · 2013 · 2014 · 2015 · 2016 · 2017 · 2018 (Lijst van coureurs)

GP2 Asia: 2008 · 2008-2009 · 2009-2010 · 2011 (Lijst van coureurs)